# Globi d'oro 2014
La 54ª edizione dei Globi d'oro si è tenuta nel 2014.

## Albo d'oro
I vincitori sono indicati in grassetto, a seguire gli altri candidati.

### Miglior film
- Il capitale umano, regia di Paolo Virzì
- Zoran - Il mio nipote scemo, regia di Matteo Oleotto
- La mafia uccide solo d'estate, regia di Pif
- Smetto quando voglio, regia di Sydney Sibilia
- In grazia di Dio, regia di Edoardo Winspeare

### Gran Premio della Stampa Estera
- In grazia di Dio, regia di Edoardo Winspeare

### Miglior opera prima
- Zoran - Il mio nipote scemo, regia di Matteo Oleotto
- Border, regia di Alessio Cremonini
- Il sud è niente, regia di Fabio Mollo
- La mafia uccide solo d'estate, regia di Pif
- The Special Need, regia di Carlo Zoratti

### Miglior attore
- Antonio Albanese - L'intrepido
- Filippo Timi - I corpi estranei
- Giuseppe Battiston - Zoran - Il mio nipote scemo
- Fabrizio Bentivoglio - Il capitale umano
- Alessandro Roja - Song'e Napule

### Miglior attrice
- Sara Serraiocco - Salvo
- Micaela Ramazzotti - Anni felici
- Celeste Casciaro - In grazia di Dio
- Elena Cotta - Via Castellana Bandiera
- Miriam Karlkvist - Il sud è niente

### Miglior sceneggiatura
- Pif, Michele Astori e Marco Martani - La mafia uccide solo d'estate
- Paolo Virzì, Francesco Bruni e Francesco Piccolo - Il capitale umano
- Mirko Locatelli e Giuditta Tarantelli - I corpi estranei
- Matteo Oleotto, Daniela Gambaro Marco Pettenello e Pier Paolo Piciarelli - Zoran - Il mio nipote scemo
- Licia Eminenti, Emma Dante e Giorgio Vasta - Via Castellana Bandiera

### Miglior fotografia
- Stefano Falivene - Still Life
- Daniele Ciprì - Salvo
- Luciano Tovoli - Che strano chiamarsi Federico
- Michele D'Attanasio - In grazia di Dio
- Luca Bigazzi - L'intrepido

### Miglior musica
- Pivio e Aldo De Scalzi - Song'e Napule
- Giorgio Giampà - Il sud è niente
- Enzo e Lorenzo Mancuso - Via Castellana Bandiera
- Franco Piersanti - Anni felici
- Paolo Segat - Piccola patria

### Miglior cortometraggio
- Sassiwood regia di Antonio Andrisani e Vito Cea
- Bike Roulette, regia di Davide Enrico Agosta
- Io non ti conosco, regia di Stefano Accorsi
- Mia, regia di Diego Botta
- The Deep, regia di Haider Rashid

### Miglior documentario
- The Stone River, regia di Giovanni Donfrancesco

### Miglior commedia
- Sydney Sibilia - Smetto quando voglio
- Matteo Oleotto - Zoran - Il mio nipote scemo
- Manetti Bros. - Song'e Napule
- Carlo Mazzacurati - La sedia della felicità
- Pif - La mafia uccide solo d'estate

### Globo d'oro alla carriera
- Claudia Cardinale